# 케네스 아이버슨
케네스 유진 아이버슨(Kenneth Eugene Iverson, 1920년 12월 17일 ~ 2004년 10월 19일)은 캐나다의 전산학자이다. APL 프로그래밍 언어를 고안하였고, 1979년에 프로그래밍 언어 이론에 대한 업적으로 튜링상을 수상했다.
로저 휴이와 공동으로 J 프로그래밍 언어를 발명했다.

## 같이 보기
- 아이버슨 괄호
- 바닥 함수와 천장 함수